# Neoribates depressa
Neoribates depressa är en kvalsterart som först beskrevs av Banks 1895.  Neoribates depressa ingår i släktet Neoribates och familjen Parakalummidae. Inga underarter finns listade i Catalogue of Life.